# Phare de Ponta Alegre
Le phare de Ponta Alegre est un ancien phare de signalisation maritime construit en 1868, en même temps que les phares d'Itapuã, Cristóvão Pereira et Bujuru.
Il se situait sur la Ponta Alegre, municipalité d'Arroio Grande, au bord de la Lagoa Mirim. Aujourd'hui en ruines, il est désactivé depuis 1964.

### Sources
- (pt) Documents de la bibliothèque de l'Assemblée législative du Rio Grande do do Sul, Porto Alegre.